# Persone di cognome Stafford
| Questa pagina contiene informazioni ricavate automaticamente dalle voci biografiche con l'ausilio del template Bio e di un bot. L'aggiornamento è periodico e automatico e ricostruisce completamente la pagina. Se manca una persona in questa lista, sei pregato di non aggiungerla, ma accertati piuttosto che la sua voce biografica contenga il template Bio e che i dati anagrafici siano correttamente compilati. Se il template Bio manca, inseriscilo tu stesso o, in alternativa, metti l'avviso {{tmp\|Bio}} che ne segnala la mancanza. Se i dati riportati sono sbagliati, correggi direttamente la voce biografica; le modifiche saranno visibili in questa lista entro pochi giorni. Per chiarimenti vedi il progetto biografie. La lista contiene solo le 45 persone che sono citate nell'enciclopedia e per le quali è stato implementato correttamente il template Bio. Pagina aggiornata al 3 nov 2022. |

Questa è una lista di persone presenti nell'enciclopedia che hanno il cognome Stafford, suddivise per attività principale.

## Astronauti(1)
- Thomas Stafford, astronauta statunitense (Weatherford, n.1930)

## Astronomi(1)
- Tom Stafford, astronomo statunitense

## Attori(3)
- Frederick Stafford, attore austriaco (Cecoslovacchia, n.1928 - Lugano, † 1979)
- Michelle Stafford, attrice statunitense (Chicago, n.1965)
- Nancy Stafford, attrice, conduttrice televisiva e scrittrice statunitense (Wilton Manors, n.1954)

## Attori pornografici(1)
- Kelly Stafford, attrice pornografica britannica (Stevenage, n.1978)

## Autori di giochi(1)
- Greg Stafford, autore di giochi e scrittore statunitense (Waterbury, n.1948 - Arcata, † 2018)

## Calciatori(1)
- Harry Stafford, calciatore inglese (Crewe, n.1869 - † 1940)

## Cantanti(1)
- Jo Stafford, cantante statunitense (Coalinga, n.1917 - Los Angeles, † 2008)

## Cardinali(1)
- James Francis Stafford, cardinale e arcivescovo cattolico statunitense (Baltimora, n.1932)

## Cestisti(2)
- Natalie Stafford, ex cestista australiana (Sydney, n.1976)
- Trisha Stafford, ex cestista e allenatrice di pallacanestro statunitense (n.1970)

## Drammaturghi(1)
- Nick Stafford, drammaturgo britannico (Staffordshire, n.1959)

## Esploratori(1)
- Ed Stafford, esploratore e personaggio televisivo britannico (Peterborough, n.1975)

## Giocatori di football americano(2)
- Daimion Stafford, giocatore di football americano statunitense (Riverside, n.1991)
- Matthew Stafford, giocatore di football americano statunitense (Tampa, n.1988)

## Militari(3)
- Henry Stafford, II duca di Buckingham, militare inglese (n.1455 - † 1483)
- Humphrey Stafford, I duca di Buckingham, militare inglese (n.1402 - † 1460)
- William Stafford, militare inglese (n.1508 - Ginevra, † 1556)

## Nobili(16)
- Anne Stafford, nobile inglese (Ashby-de-la-Zouch, n.1483 - † 1544)
- Dorothy Stafford, nobile inglese (n.1526 - † 1604)
- Edward Stafford, III duca di Buckingham, nobile britannico (Brecon, n.1478 - Tower Hill, † 1521)
- Edward Stafford, II conte di Wiltshire, nobile inglese (n.1470 - Drayton, † 1499)
- Edward Stafford, III barone Stafford, nobile inglese (Stafford, n.1535 - Stafford, † 1603)
- Edward Stafford, IV barone Stafford, nobile inglese (n.1572 - † 1625)
- Elizabeth Stafford, nobile britannica (Abergavenny - Lambeth, † 1558)
- Elizabeth Stafford, nobile inglese (n.1479 - † 1532)
- Henry Stafford, nobile inglese (n.1425 - † 1471)
- Henry Stafford, III conte di Wiltshire, nobile inglese (n.1479 - † 1523)
- Hugh de Stafford, II conte di Stafford, nobile britannico (Rodi, † 1386)
- Humphrey Stafford, conte di Stafford, nobile inglese (n.1425 - † 1458)
- John Stafford, I conte di Wiltshire, nobile inglese (n.1427 - † 1473)
- Ralph Stafford, I conte di Stafford, nobile e militare inglese (n.1301 - † 1372)
- Roger Stafford, VI barone Stafford, nobile inglese (Malpas, n.1572 - † 1640)
- William Stafford, nobile e agente segreto inglese (Rochford, n.1554 - † 1612)

## Politici(2)
- Edward Stafford, politico neozelandese (Edimburgo, n.1819 - Londra, † 1901)
- Edward Stafford, politico e diplomatico inglese (n.1552 - † 1605)

## Saggisti(1)
- William Stafford, saggista, poeta e pacifista statunitense (Hutchinson, n.1914 - Lake Oswego, † 1993)

## Scrittori(1)
- Jean Stafford, scrittrice statunitense (Covina, n.1915 - White Plains, † 1979)

## Tennisti(1)
- Grant Stafford, ex tennista sudafricano (Johannesburg, n.1971)

## Senza attività specificata(5)
- Elizabeth Stafford,  inglese (n.1546 - † 1599)
- Henry Stafford, I barone Stafford,  (Penshurst, n.1501 - Caus Castle, † 1563)
- Henry Stafford, II barone Stafford,  (Isleworth, n.1527 - Castello di Stafford, † 1565)
- Thomas Stafford,  (n.1533 - Londra, † 1557)
- William Stafford,  inglese (Antingham, n.1593 - Thornbury, † 1684)